# 圣克鲁斯-达康塞桑
圣克鲁斯-达康塞桑是巴西圣保罗州的一个市镇。总面积149.432平方公里，总人口3970人，人口密度26.6人/平方公里。